# Насадка коноїдальна

Насадка коноїдальна

Насадка коноїдальна (рос. насадка коноидальная; англ. conoidal probe; нім. Konoidaleinsatz m, Konoidalaufsatz m) – насадка, яка має криволінійні бічні стінки, окреслені приблизно по границях струменя рідини, що витікає з круглого отвору (в тонкій стінці) відповідного розміру. Порівняно з конічною за інших рівних умов забезпечує менші гідравлічні втрати.
Розрахунок витікання рідини через насадки виконують за формулами для витікання через малий отвір у тонкій стінці, приймаючи коефіцієнт  витрати μ згідно емпіричних даних. 